# Jessica Meir
Jessica Ulrika Meir (IPA: /mɪər/; m-eer; ur. 1 lipca 1977 w miasteczku Caribou w stanie Maine) – astronautka z 21. Grupy Astronautów NASA (rocznik 2013), biolog morska i fizjolog. Posiada podwójne obywatelstwo:  amerykańskie i szwedzkie. Doktor biologii morskiej, przed lotem kosmicznym assistant professor anestezjologii (stanowisko zbliżone do adiunkta) w Harvard Medical School (wydziale medycznym Uniwersytetu Harvarda) i pracująca w Szpitalu Ogólnym stanu Massachusetts w Bostonie. 18 października 2019 roku wraz z Christiną Koch przeprowadziła na Międzynarodowej Stacji Kosmicznej pierwszy spacer kosmiczny przeprowadzony wyłącznie przez kobiety.
W 2009 roku obroniła tezę doktorską w Instytucie Oceanografii Scrippsów na Uniwersytecie Kalifornijskim w San Diego pt. Blood oxygen transport and depletion: the key of consummate divers.

## Kariera w NASA
23–27 września 2002 roku razem z m.in. Scottem Kelly brała udział w 4. misji akwanautycznej NEEMO na pokładzie podwodnego laboratorium Aquarius u wybrzeży Florydy.   
W czerwcu 2013 r. została wybrana przez NASA do 21. Grupy Astronautów. W lipcu 2015 r. ukończyła szkolenie, które umożliwiło jej udział w misjach. Szkolenie dla astronautów, w którym brała udział, obejmowało naukowe i techniczne odprawy, intensywne szkolenie z systemów Międzynarodowej Stacji Kosmicznej, spacery kosmiczne, robotykę, trening fizjologiczny, lot szkoleniowy w T-38 oraz szkolenie w zakresie przetrwania w wodzie i dziczy. Latem 2016 roku wzięła udział w treningu speleologicznym na Sardynii Europejskiej Agencji Kosmicznej (ESA-CAVES), w międzynarodowym zespole wraz z m.in. kosmonautą japońskim Akim Hoshide i Hiszpanem Pedro Duque.

### Misja Sojuza MS-15

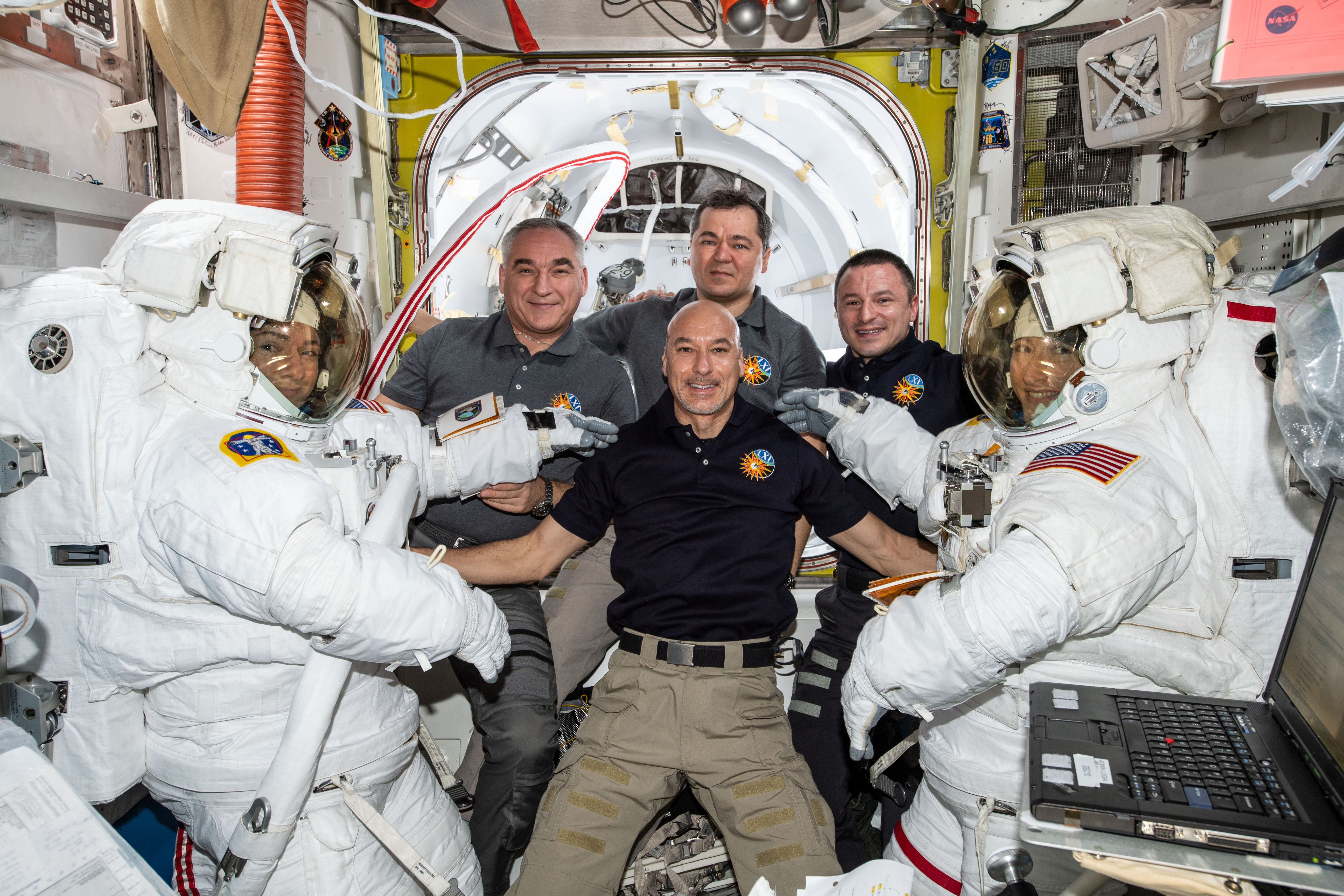
Cała załoga MSK przed pierwszym spacerem kobiecego zespołu

W kwietniu 2019 r. ogłoszono jej pierwszy lot na Międzynarodową Stację Kosmiczną na pokładzie statku Sojuz MS-15, w towarzystwie Rosjanina Olega Skripoczki i pierwszego kosmonauty z Zjednoczonych Emiratów Arabskich, Hazzy al-Mansouriego. Rakieta Sojuz-FG wystartowała z kazachskiego Bajkonuru 25 września 2019 r. o 13:57 UTC (16:57 czasu moskiewskiego). Kapsuła Sojuz z trojgiem kosmonautów dotarła do stacji w czasie krótszym niż 6 godzin i planowo przycumowała do modułu Zwiezda o godzinie 19:42 UTC.

Już niecały miesiąc później, 18 października wzięła udział w swoim pierwszym spacerem kosmicznym, stając się 15. kobietą w historii poza pojazdem kosmicznym. W czasie tego spaceru kosmicznego Meir i dłużej przebywająca na stacji, już posiadająca doświadczenie wyjścia Christina Koch dokonały długotrwających napraw. Astronautki dokonały serii aktualizacji systemów zasilania MSS (wymieniając uszkodzony tydzień wcześniej układ ładujący i rozładowujący akumulatory litowo-jonowe) i obserwatoriów fizyki. Wyjście pary Meir – Koch było pierwszym spacerem kosmicznym dwóch kobiet w historii. Początkowo do takiego wydarzenia miało dojść 29 marca 2019 roku, w parze Koch – Anne McClain, jednakże wówczas takiego wyjście zostało uniemożliwione przez problemy z dostępnymi na stacji rozmiarami skafandra i w efekcie zamiast McClain udział w EVA wziął Nick Hague.

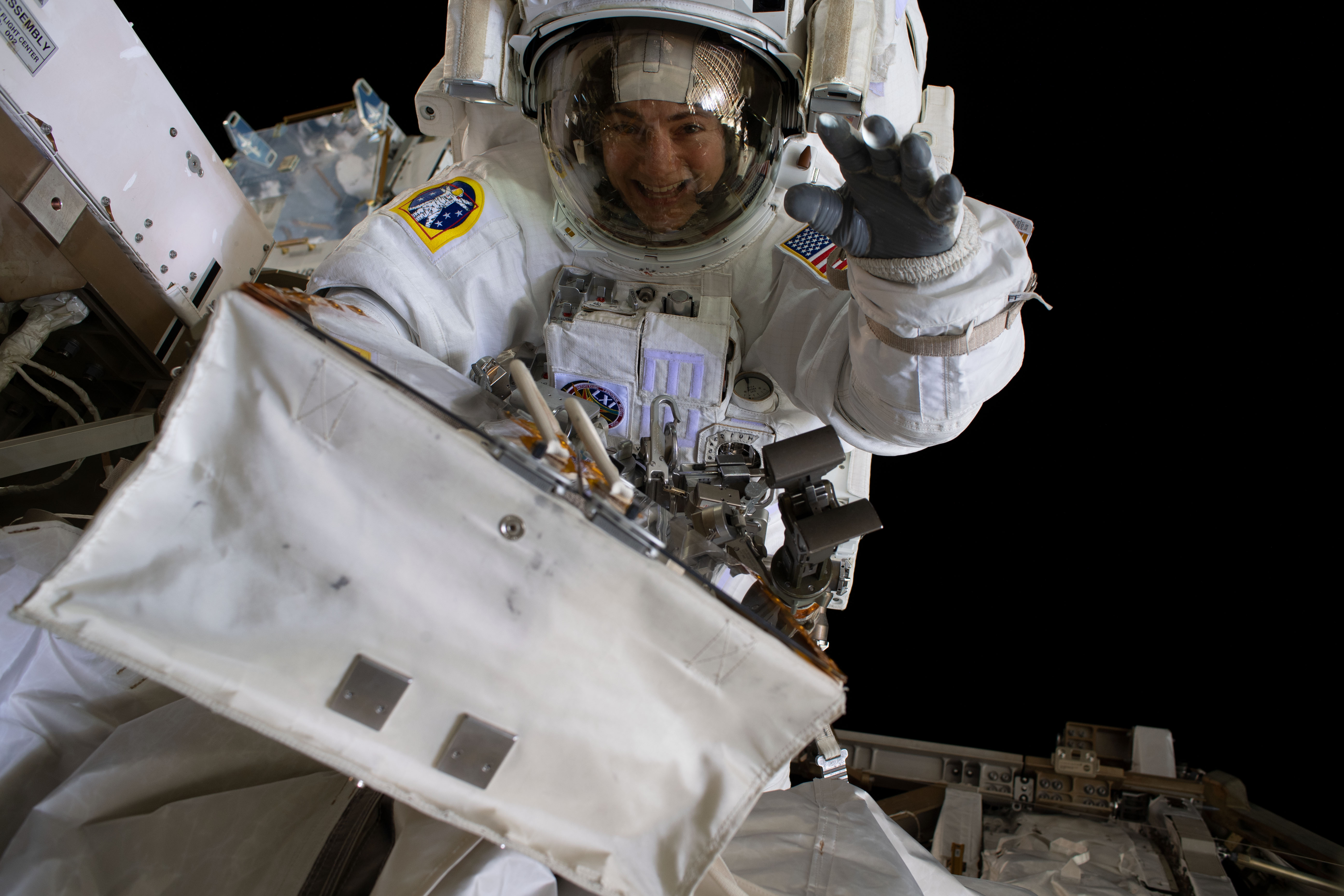
Jessica Meir w trakcie swojego pierwszego spaceru kosmicznego, październik 2019

W trakcie pobytu brała też udział w szeregu eksperymentów prowadzonych na stacji, m.in. odżywiając tkanki mięśnia sercowego w badaniu adaptacji komórek sercowych do mikrograwitacji i pomagając w badaniu wzrostu kryształów białek.
Z racji podwójnego obywatelstwa stała się pierwszą Szwedką w przestrzeni pozaziemskiej.
Stowarzyszenie Uczestników Lotów Kosmicznych (Association of Space Explorers) przyznało jej Universal Astronaut Insignia za lot orbitalny (nr 561).

### Wykaz lotów
| Loty kosmiczne, w których uczestniczyła Jessica Meir | Loty kosmiczne, w których uczestniczyła Jessica Meir | Loty kosmiczne, w których uczestniczyła Jessica Meir | Loty kosmiczne, w których uczestniczyła Jessica Meir | Loty kosmiczne, w których uczestniczyła Jessica Meir | Loty kosmiczne, w których uczestniczyła Jessica Meir | Loty kosmiczne, w których uczestniczyła Jessica Meir |
| №                                                    | Data startu                                          | Statek kosmiczny                                     | Data lądowania                                       | Statek kosmiczny                                     | Funkcja                                              | Czas trwania                                         |
| ---------------------------------------------------- | ---------------------------------------------------- | ---------------------------------------------------- | ---------------------------------------------------- | ---------------------------------------------------- | ---------------------------------------------------- | ---------------------------------------------------- |
| 1                                                    | 25 września 2019 13:57:43 UTC                        | Sojuz MS-15                                          | 17 Kwietnia 2020 05:16                               | Sojuz MS-15                                          | inżynierka pokładowa                                 | Ponad 180 dni                                        |
| Łączny czas spędzony w kosmosie ?                    |                                                      |                                                      |                                                      |                                                      |                                                      |                                                      |